# Liste der Waldorfschulen in Nordrhein-Westfalen
In Nordrhein-Westfalen gibt es 42 Waldorfschulen, eine Hiberniaschule und 13 Freie Waldorfförderschulen.

## Liste der Schulen
| Schulnummer | Schulform                 | Schulname | Anschrift                      | PLZ   | Ort                    | Website | Schülerinnen und Schüler | Anm.   |
| ----------- | ------------------------- | --- | ------------------------------ | ----- | ---------------------- | ------- | ------------------------ | ------ |
| 189005      | Waldorfschule             | Freie Waldorfschule Aachen                                                                                                  | Anton-Kurze-Allee 10           | 52064 | Aachen                 | Website | 569                      | [ 1 ]  |
| 189753      | Waldorfschule             | Freie Waldorfschule Bergisch Gladbach                                                                                       | Mohnweg 13                     | 51427 | Bergisch Gladbach      | Website | 363                      | [ 2 ]  |
| 186028      | Waldorfschule             | Priv. Rudolf-Steiner-Schule                                                                                                 | An der Propstei 23             | 33611 | Bielefeld              | Website | 356                      | [ 3 ]  |
| 164227      | Waldorfschule             | Rudolf Steiner Schule Bochum                                                                                                | Hauptstr. 238-246              | 44892 | Bochum                 | Website | 945                      | [ 4 ]  |
| 187409      | Waldorfschule             | Widar Schule | Höntroper Str. 95              | 44869 | Bochum                 | Website | 394                      | [ 5 ]  |
| 164173      | Waldorfschule             | Freie Waldorfschule Bonn | Stettiner Str. 21              | 53119 | Bonn                   | Website | 405                      | [ 6 ]  |
| 164215      | Waldorfschule             | Rudolf-Steiner-Schule Schloß Hamborn                                                                                        | Schloß Hamborn 5               | 33178 | Borchen                | Website | 555                      | [ 7 ]  |
| 189479      | Waldorfschule             | Freie Waldorfschule Lippe-Detmold                                                                                           | Blomberger Str. 67             | 32760 | Detmold                | Website | 312                      | [ 8 ]  |
| 190494      | Waldorfschule             | Freie Waldorfschule Dinslaken                                                                                               | Eppinkstr. 173                 | 46535 | Dinslaken              | Website | 470                      | [ 9 ]  |
| 164252      | Waldorfschule             | Rudolf-Steiner-Schule Dortmund                                                                                              | Mergelteichstr. 51             | 44225 | Dortmund               | Website | 740                      | [ 10 ] |
| 187410      | Waldorfschule             | Rudolf-Steiner-Schule | Diepenstr. 15                  | 40625 | Düsseldorf             | Website | 487                      | [ 11 ] |
| 191048      | Waldorfschule             | Freie Waldorfschule Erftstadt                                                                                               | An der Waldorfschule 1         | 50374 | Erftstadt              | Website | 394                      | [ 12 ] |
| 100018      | Waldorfschule             | Freie Waldorfschule | Schellstr. 47                  | 45134 | Essen                  | Website | 701                      | [ 13 ] |
| 194372      | Waldorfschule             | Freie Waldorfschule in Everswinkel                                                                                          | Wester 32                      | 48351 | Everswinkel            | Website | 254                      | [ 14 ] |
| 187630      | Waldorfschule             | Freie Waldorfschule Gladbeck                                                                                                | Horster Str. 82                | 45968 | Gladbeck               | Website | 451                      | [ 15 ] |
| 191541      | Waldorfschule             | Freie Waldorfschule Oberberg                                                                                                | Kirchhellstr. 32               | 51645 | Gummersbach            | Website | 482                      | [ 16 ] |
| 191760      | Waldorfschule             | Freie Waldorfschule Gütersloh                                                                                               | Hermann-Rothert-Str. 7         | 33335 | Gütersloh              | Website | 366                      | [ 17 ] |
| 188980      | Waldorfschule             | Freie Waldorfschule Haan-Gruiten                                                                                            | Prälat-Marschall-Str. 34       | 42781 | Haan                   | Website | 391                      | [ 18 ] |
| 188580      | Waldorfschule             | Rudolf-Steiner-Schule Hagen                                                                                                 | Enneper Str. 30                | 58135 | Hagen                  | Website | 355                      | [ 19 ] |
| 189789      | Waldorfschule             | Freie Waldorfschule Hamm | Kobbenskamp 23                 | 59077 | Hamm                   | Website | 340                      | [ 20 ] |
| 192510      | Waldorfschule             | Freie Schule Kierspe | Erlen 5                        | 58566 | Kierspe                | Website | 122                      | [ 21 ] |
| 164112      | Waldorfschule             | Freie Waldorfschule Krefeld                                                                                                 | Kaiserstr. 61                  | 47800 | Krefeld                | Website | 574                      | [ 22 ] |
| 194402      | Waldorfschule             | Michaeli Schule | Vorgebirgswall 4-8             | 50677 | Köln                   | Website | 299                      | [ 23 ] |
| 187604      | Waldorfschule             | Freie Waldorfschule in Köln                                                                                                 | Weichselring 6-8               | 50765 | Köln                   | Website | 435                      | [ 24 ] |
| 199679      | Waldorfschule             | Freie Waldorfschule Lienen                                                                                                  | Lührmanns Weg 1                | 49536 | Lienen                 | Website | 168                      | [ 25 ] |
| 197830      | Waldorfschule             | Freie Veytalschule Satzvey                                                                                                  | Am Kirchturm 7                 | 53894 | Mechernich             | Website | 242                      | [ 26 ] |
| 192028      | Waldorfschule             | Freie Waldorfschule Minden                                                                                                  | Haberbreede 37                 | 32429 | Minden                 | Website | 285                      | [ 27 ] |
| 199771      | Waldorfschule             | SCI Gemeinschaftsschule | Stormstr. 17                   | 47445 | Moers                  | Website | 213                      | [ 28 ] |
| 190380      | Waldorfschule             | Rudolf Steiner Schule | Weiersweg 10                   | 41065 | Mönchengladbach        | Website | 391                      | [ 29 ] |
| 188451      | Waldorfschule             | Freie Waldorfschule Mülheim an der Ruhr                                                                                     | Blumendeller Str. 29           | 45472 | Mülheim an der Ruhr    | Website | 606                      | [ 30 ] |
| 188591      | Waldorfschule             | Freie Waldorfschule in Münster                                                                                              | Rudolf-Steiner-Weg 11          | 48149 | Münster                | Website | 447                      | [ 31 ] |
| 194359      | Waldorfschule             | Freie Waldorfschule Neuenrade                                                                                               | Remmelshagen 1-5               | 58809 | Neuenrade              | Website | 306                      | [ 32 ] |
| 189443      | Waldorfschule             | Rudolf-Steiner-Schule | Schwarzer Weg 9                | 42897 | Remscheid              | Website | 405                      | [ 33 ] |
| 191528      | Waldorfschule             | Freie Waldorfschule Sankt Augustin                                                                                          | Graf-Zeppelin-Str. 7           | 53757 | Sankt Augustin         | Website | 391                      | [ 34 ] |
| 187641      | Waldorfschule             | Priv. Rudolf-Steiner-Schule in Siegen                                                                                       | Kolpingstr. 3                  | 57072 | Siegen                 | Website | 356                      | [ 35 ] |
| 194220      | Waldorfschule             | Freie Waldorfschule Soest                                                                                                   | Wisbyring 13                   | 59494 | Soest                  | Website | 275                      | [ 36 ] |
| 100087      | Waldorfschule             | Freie Waldorfschule Niederrhein-Aue                                                                                         | Meursfeldstr. 8                | 47589 | Uedem                  | Website | 205                      | [ 37 ] |
| 193057      | Waldorfschule             | Windrather Talschule | Panner Str. 24                 | 42555 | Velbert                | Website | 289                      | [ 38 ] |
| 195108      | Waldorfschule             | Freie Waldorfschule | Dechant-Ruppertzhoven-Weg 12   | 41844 | Wegberg                | Website | 207                      | [ 39 ] |
| 194013      | Waldorfschule             | Blote-Vogel-Schule | Stockumer Str. 100             | 58454 | Witten                 | Website | 350                      | [ 40 ] |
| 186661      | Waldorfschule             | Priv. Rudolf-Steiner-Schule                                                                                                 | Billerbeckstr. 2               | 58455 | Witten                 | Website | 403                      | [ 41 ] |
| 164150      | Waldorfschule             | Priv. Rudolf-Steiner-Schule Wuppertal                                                                                       | Schluchtstr. 21                | 42285 | Wuppertal              | Website | 380                      | [ 42 ] |
| 164264      | Hiberniaschule            | Hiberniaschule | Holsterhauser Str. 70          | 44652 | Herne                  | Website | 1031                     | [ 43 ] |
| 195789      | Freie Waldorfförderschule | Parzivalschule Aachen | Aachener-und-Münchener-Allee 5 | 52074 | Aachen                 | Website | 102                      | [ 44 ] |
| 187197      | Freie Waldorfförderschule | Verein Sonnenhellweg-Schule e.V. - Priv. Schule eigener Art für Lern- und Geistigbehinderte                                 | Benzstr. 1                     | 33613 | Bielefeld              | Website | 138                      | [ 45 ] |
| 184408      | Freie Waldorfförderschule | Christopherus-Schule-Bochum - Waldorf Förderschule m. d. Förderschwerpunkt Geistige Entwicklung                             | Gerther Str. 31                | 44805 | Bochum                 | Website | 110                      | [ 46 ] |
| 190214      | Freie Waldorfförderschule | Johannes-Schule Bonn, Freie Waldorf-Förderschule m. d. Förderschwerpkt. Emot. u. soz.Entw., Lernen, Sprache u. Geist. Entw. | Rehfuesstr. 38                 | 53115 | Bonn                   | Website | 125                      | [ 47 ] |
| 189030      | Freie Waldorfförderschule | Christopherus-Schule-Dortmund, Waldorf Förderschule m. d. Förderschwerp. Geistige Entwicklung                               | Kreisstr. 55                   | 44267 | Dortmund               | Website | 131                      | [ 48 ] |
| 191620      | Freie Waldorfförderschule | Georgschule, Freie Waldorfschule, Förderschule eigener Art, Förderschwerpunkt Emotionale u. soziale Entwickl. u. Lernen     | Mergelteichstr. 63             | 44225 | Dortmund               | Website | 178                      | [ 49 ] |
| 191838      | Freie Waldorfförderschule | Raphael-Schule, Waldorf-Förderschule m. d. Schwerpunkten Lernen u. Emotionale u. soziale Entw.                              | Coesfelder Str. 75             | 45892 | Gelsenkirchen          | Website | 132                      | [ 50 ] |
| 190561      | Freie Waldorfförderschule | Ita-Wegman-Schule Waldorfschule eigener Art - Schule für Kranke -                                                           | Gerhard-Kienle-Weg 4           | 58313 | Herdecke               | Website | 57                       | [ 51 ] |
| 197427      | Freie Waldorfförderschule | Schule Altes Pfarrhaus, FSP Emotionale u. soz. Entw.                                                                        | Kirchender Dorfweg 21          | 58313 | Herdecke               | Website | 33                       | [ 52 ] |
| 195893      | Freie Waldorfförderschule | Franziskus-Schule Waldorfförderschule d. Franziskus-Schule Neunkirchen-Seelscheid e.V.                                      | Breite Str. 44                 | 53819 | Neunkirchen-Seelscheid | Website | 121                      | [ 53 ] |
| 193045      | Freie Waldorfförderschule | Johanna-Ruß-Schule - Ersatzschule eigener Art - Förderschule auf der Grundlage der Waldorfpädagogik                         | Numbachstr. 3                  | 57072 | Siegen                 | Website | 84                       | [ 54 ] |
| 152936      | Freie Waldorfförderschule | Christian-Morgenstern-Schule                                                                                                | Wittensteinstr. 76             | 42285 | Wuppertal              | Website | 230                      | [ 55 ] |
| 186272      | Freie Waldorfförderschule | Troxler-Schule für Seelenpflege-bedürftige Kinder und Jugendliche                                                           | Nommensenweg 12                | 42285 | Wuppertal              | Website | 121                      | [ 56 ] |